# Museum Ons’ Lieve Heer op Solder

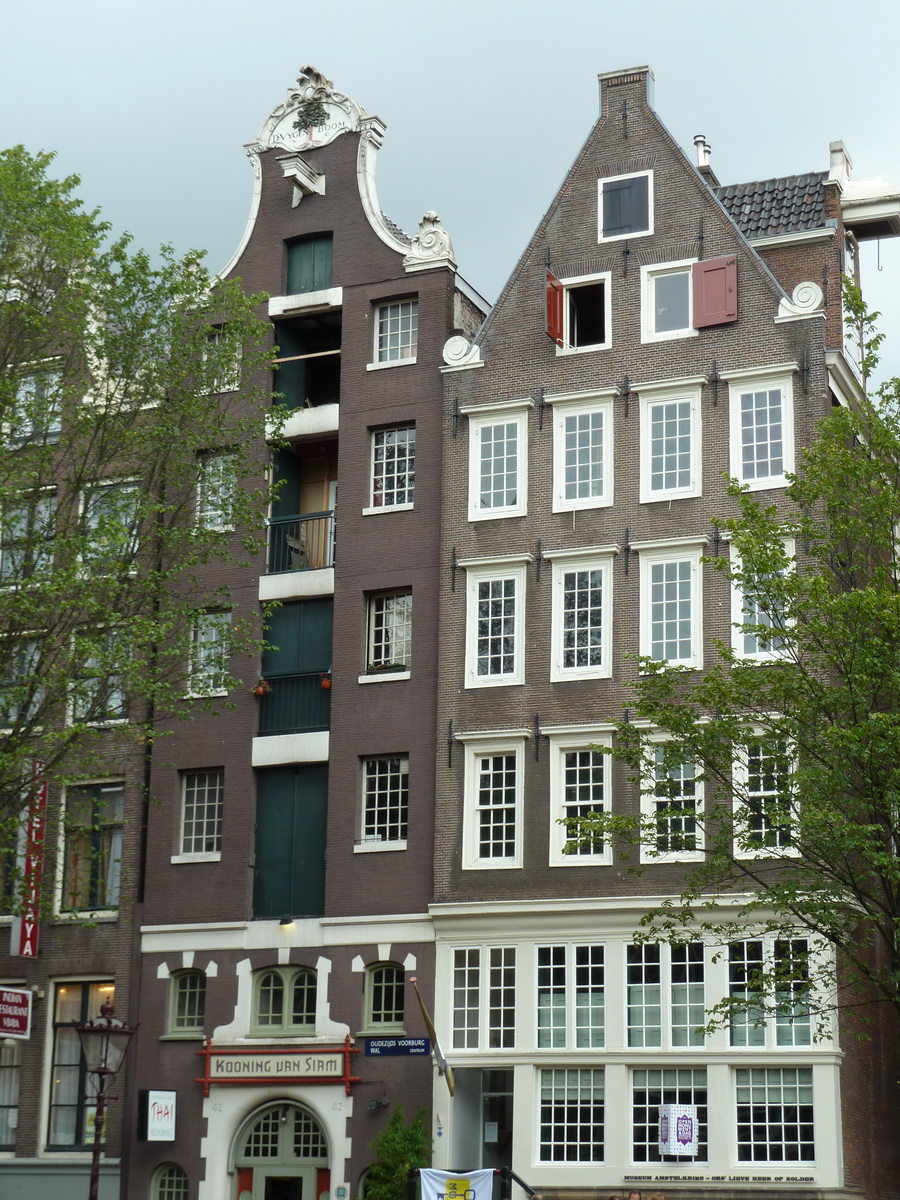
Museum Ons’ Lieve Heer op Solder

Das Museum Ons’ Lieve Heer op Solder (deutsch: Unser Lieber Herr auf dem Dachboden) ist ein Gebäude aus dem 17. Jahrhundert im Zentrum der niederländischen Hauptstadt Amsterdam. Es beherbergt unter anderem eine der wenigen verbliebenen Schuilkerk-Gebäude des Landes.

## Allgemeines
Der unter anderem durch Leinenhandel reich gewordene 42-jährige Unternehmer und fünffache Familienvater Jan Hartmann erwarb am 10. Mai 1630 neben einem Wohnhaus zwei angrenzende Gebäude. Das Wohnhaus war ein typisches Grachtenhaus, dessen Straßenfront eine Breite von vier Fenstern besitzt. Die Reformation untersagte es damals Katholiken, öffentlich Messen zu zelebrieren. Um ihm und anderen Katholiken den Kirchgang zu ermöglichen, entschied sich Hartmann zwischen 1661 und 1663, die Speicher der drei Gebäude zusammenzulegen. Im geräumigen Gemeinschaftsraum richtete er eine Hauskirche für römisch-katholische Gläubige ein. Im Gebäude, das ursprünglich als Het Haantje (Das Hähnchen) und Het Hert (Der Hirsch) bekannt war, wurden regelmäßig Gottesdienste abgehalten. Dies änderte sich erst, als in der benachbarten St.-Nikolaus-Kirche Messen gefeiert wurden. Hauskirchen wurden überflüssig und das Gebäude am 28. April 1888 zum Museum. Zuerst trug es den Namen Museum Amstelkring, wurde später in Museum Ons’ Lieve Heer op Solder umbenannt.

## Ausgestellte Räume

### Kirche

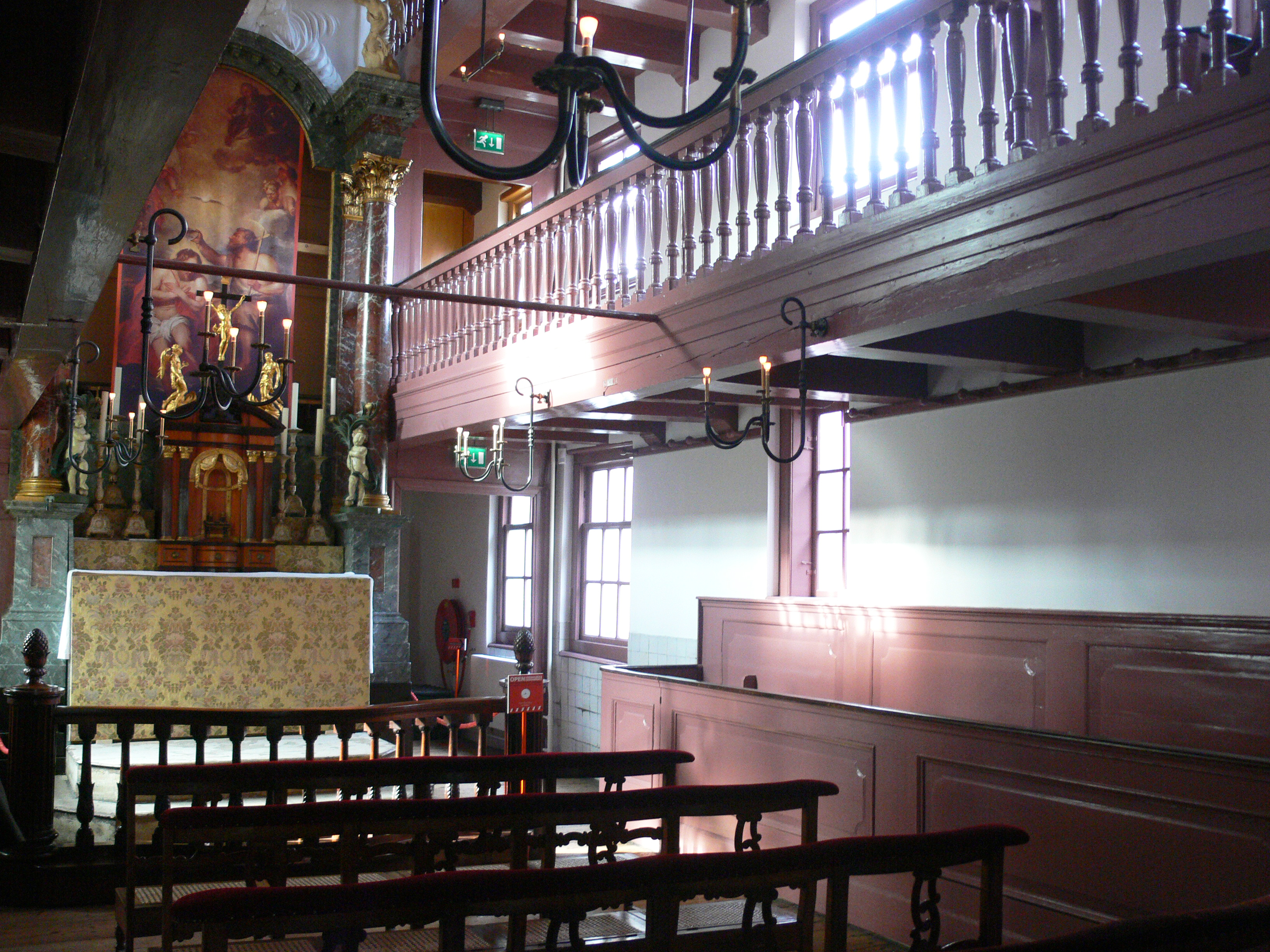
Hauskirche

Während die übrigen zu besichtigenden Räume des Museums so rekonstruiert wurden, dass sie die Zeit Hartmanns widerspiegeln, blieb die Kirche in dem Zustand des Jahres 1862. Sie erhielt erneut ihren altrosa Farbton, der entsprechend einer wissenschaftlichen Untersuchung aus Leinöl, Titanweiß und Eisenoxid gemischt wurde. Bei der Zusammenstellung der Ingredienzien wurde bewusst auf das damals benutzte toxische Bleiweiß verzichtet.
Handgeflochtene Binsenmatten aus Großbritannien bedecken den Boden. Für Hartmann war diese Bodenbedeckung im circa 100 Kilometer entfernten Genemuiden gefertigt worden. Die auf alten Darstellungen abgebildeten Gaslampen wurden in einer elektrifizierten Form rekonstruiert und dienen auch heute zur Beleuchtung der Kirche.

### Bierstube
Bei Erweiterungsarbeiten im Jahr 2013 stieß man auf eine Sickergrube, die neben ehemaligen Exkrementen zum Teil sehr gut erhaltene Keramikartikel sowie Gläser enthielt. Es gelang, die Einrichtung der früheren Bierstube des Hauses zu rekonstruieren. Bier, auch als Mom bezeichnet, entsprach geschmacklich dem jetzigen Getränk, enthielt aber weniger Alkohol und diente oft als Ersatz für Trinkwasser.
Dem Museumsbesucher werden Regale mit Originalgeschirr, Delfter Keramiken, Gläsern sowie chinesisches Porzellan gezeigt.

### Empfangszimmer
Dieses Zimmer wurde von Jan Hartmann dazu genutzt, Gäste zu empfangen. Es sollte durch seine Pracht beeindrucken. Hartmanns Wappen über dem Kamin, wertvolle Bilder an den Wänden sowie aufwendig mit Schnitzereien dekorierte Möbel dienten dazu, seinen Reichtum zu demonstrieren. Typisch für die Zeit des Holländischen Klassizismus ist die Raumgestaltung. Die Symmetrie der Muster des Bodens spiegelt sich beispielsweise in den neun Kassetten der Deckenverkleidung.
Die komplette Einrichtung des Raumes stammt aus dem 17. Jahrhundert. Lediglich der weiße Wandputz war neueren Datums. Er wurde entfernt, um den ursprünglichen, von Hartman als „gelb mit einem Hauch von Orange“ beschriebenen Putz erneut zum Vorschein zu bringen.

### Beichtecke

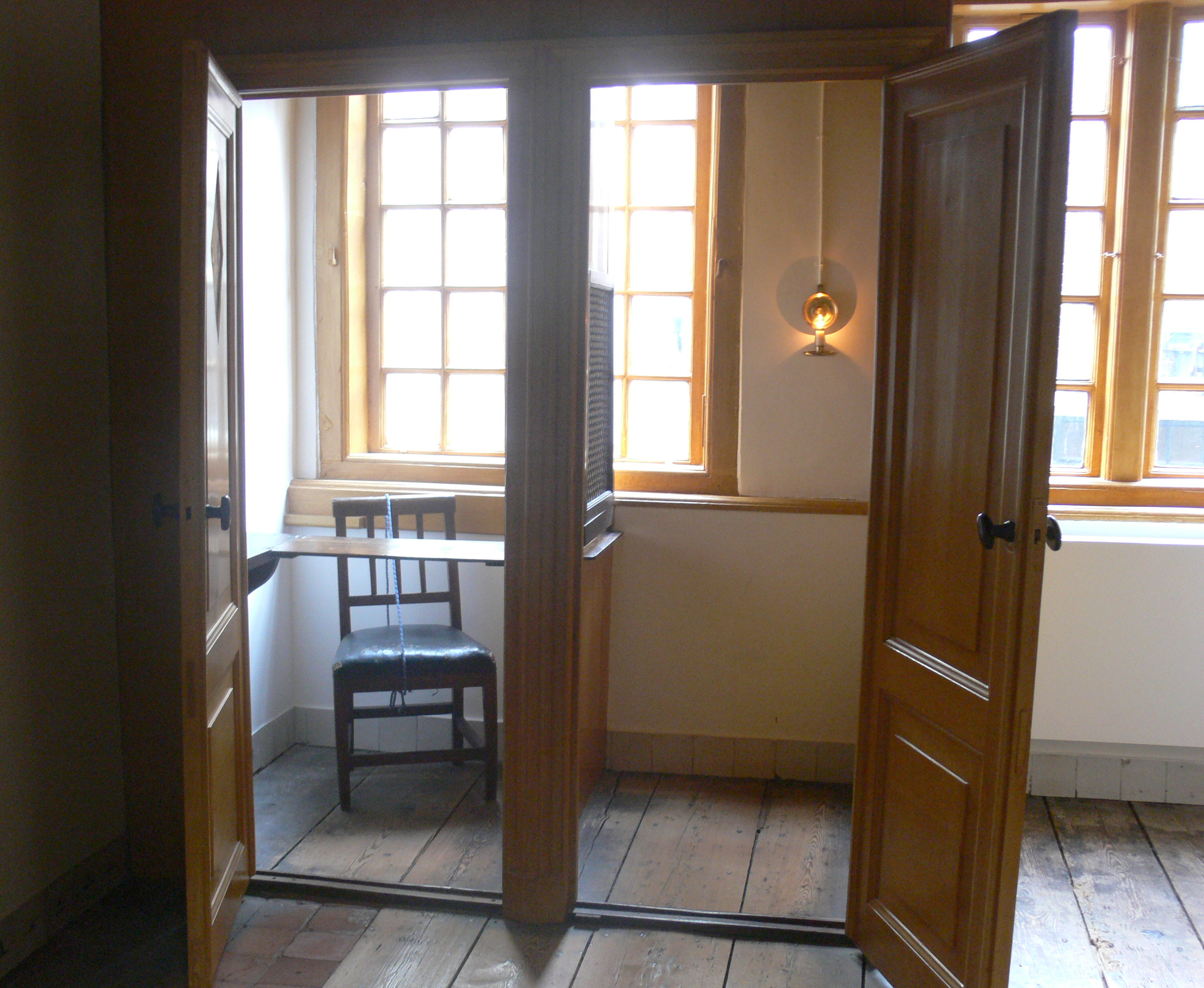
Beichtstuhl

Die Beichte, eines der sieben Sakramente, war stets von besonderer Bedeutung für die Gläubigen. Aus diesem Grunde bot die Hauskirche die Möglichkeit, die Beichte abzulegen. Hierzu diente ein Beichtstuhl aus dem Jahre 1740.

### Marienkapelle
Die Marienkapelle befindet sich hinter dem Altarraum. Mittelpunkt ist eine aus Lindenholz geschnitzte Marienfigur aus dem Jahr 1690. Sie gehörte vermutlich zum Inventar der Mansarde der Kirche. Die auf der Mondsichel stehende Maria trägt das Jesuskind auf ihrem Arm. Sie zertritt eine Schlange, das kirchliche Symbol der Erbsünde, und überwindet so den Sündenfall Evas im Paradies.

### Zwischenraum
Auf dem Weg zur Kirche passierten die Gläubigen einen kleinen Zwischenraum. Dieser enthielt ein Bett, wurde aber vermutlich auch als Wohn- und Arbeitsraum genutzt. Die dem Raum benachbarte Treppe zur Kirche enthält teilweise noch Treppenstufen im Original.

### Aufenthaltsraum
Der Aufenthaltsraum diente tagsüber der Familie als Wohnraum. Von dort besaß sie einen ausgezeichneten Blick über die Gracht und die Stadt. Nachts diente der Raum als Schlafzimmer. Während das Bettgestell noch im Original erhalten ist, sind die Wandgardinen Rekonstruktionen. Man hat sich hierbei an historische Vorlagen des schwedischen Schlosses Skokloster orientiert. Wie zur damaligen Zeit wurden die Gardinen mit kleinen Nägeln an der Wand befestigt, damit sie einen ausreichenden Abstand zu ihr besaßen.
Die Treppe mit ihren konkaven und bauchigen Tritten ist noch als Original vorhanden.

### Wohnung für Untermieter
Seit der Eröffnung der Kirche im Jahr 1662 bis zu ihrer Schließung im Jahre 1887 besaß die Kirche einen eigenen Priester. Peter Parmentier bekleidete dieses Amt als erster. Er mietete den mit Marmorböden ausgestatteten luxuriösen Raum für eine Jahresmiete von 200 Gulden und nutzte ihn sowohl als Wohn- als auch als Arbeitszimmer. Hartmann versprach Parmentier, dort lebenslang leben zu dürfen. Als Hartmann im Jahr 1668 verschuldet verstarb, war man gezwungen, die Räumlichkeit zu verkaufen. Parmentier wurde dadurch zum Umzug gezwungen.

### Küche aus dem 17. Jahrhundert
Das Erdgeschoss des Hauses war dreifach unterteilt. Neben dem Vorderhaus befanden sich dort die Küche mit der Feuerstelle und ein als Vorratskammer und Spülküche genutzter Raum. Vermutlich hatte nur dieser Raum einen Wasseranschluss. Eine Tür trennte einen Raum ab, der eine Toilette mit einem Wassereimer enthielt. Da die drei Räume schnurförmig hintereinander lagen war es schwierig, eine ausreichende Beleuchtung zu erreichen. Gelöst wurde das Problem durch große Fenster in der Haustür. Die Rekonstruktion verschafft den Räumen wieder ihre ursprüngliche Atmosphäre. Dazu trug auch bei, dass man die Originalfarbtöne der Fensterrahmen und Wände wiederherstellen konnte.

## Gottesdienste
Das Gebäude dient nicht ausschließlich als Museum. Neben Hochzeitsmessen werden in der Weihnachtsnacht zwei Metten zelebriert. Zusätzlich feiern die Gläubigen vom ersten Sonntag des Monats Oktober bis Ende April jeweils eine heilige Messe.